# Alfa: Revista de Linguística
ALFA: Revista de Linguística é um periódico brasileiro publicado desde 1962 e especializado em trabalhos no campo das ciências da linguagem. É classificado no nível A1 no sistema Qualis da Coordenação de Aperfeiçoamento de Pessoal de Nível Superior. É financiado pela Pró-Reitoria de Pesquisa da Universidade Estadual Paulista, publicando, anualmente, três números, além de números especiais.
Com mais de sessenta volumes, teve importância no estabelecimento da área de linguística no Brasil, sendo considerada uma fonte importante para a compreensão do desenvolvimento de tal área.
Alguns pesquisadores que publicaram na revista incluem Ataliba de Castilho, Massaud Moisés, Maurício Tragtemberg, Nelly Novaes Coelho, José Luiz Fiorin, Emilia Viotti da Costa, Francisco da Silva Borba, Ulpiano Bezerra de Meneses, Cidmar Teodoro Pais, Jorge de Sena, Maria Tereza Camargo Biderman, Theodoro Henrique Maurer Jr., Mattoso Câmara Jr., Nelson Rossi, Nilce Sant'Anna Martins, Suzi Frankl Sperber, Isaac Nicolau Salum, Antonio Candido, Segismundo Spina, Izidoro Blikstein, Alfredo Bosi, Aryon Rodrigues, Dino Preti, Rodolfo Ilari, Carlos Vogt, Roberto Gomes Camacho, Evanildo Bechara, Maria Helena de Moura Neves, Waldir Beividas e Ingedore Koch.

## Indexadores
- Scientific Electronic Library Online[5]
- Directory of Open Access Journals[2]
- EBSCO[12]
- IngentaConnect[13]
- Latindex[14]
- Elektronische Zeitschriftenbibliothek[15]
- Brill[16]
- Dietrich's Index Philosophicus[17]
- ProQuest[18]
- HEAL[19]
- Mira@bel[20]
- British Library Document Supply Service[21]